# زولتسباخ (سارلاند)
زولتسباخ (سار) (بالألمانية: Sulzbach, Saarland) هي مدينة و بلدة ألمانية تقع في ألمانيا في سارلاند. يقدر عدد سكانها بـ 18,128 نسمة .

## المدن التوأمة
مدن رافانوسا و بسيلا ‏ هي مدن توأمة لـزولتسباخ (سار).

## أعلام
- رودي أساور